# Segundo Alcibíades

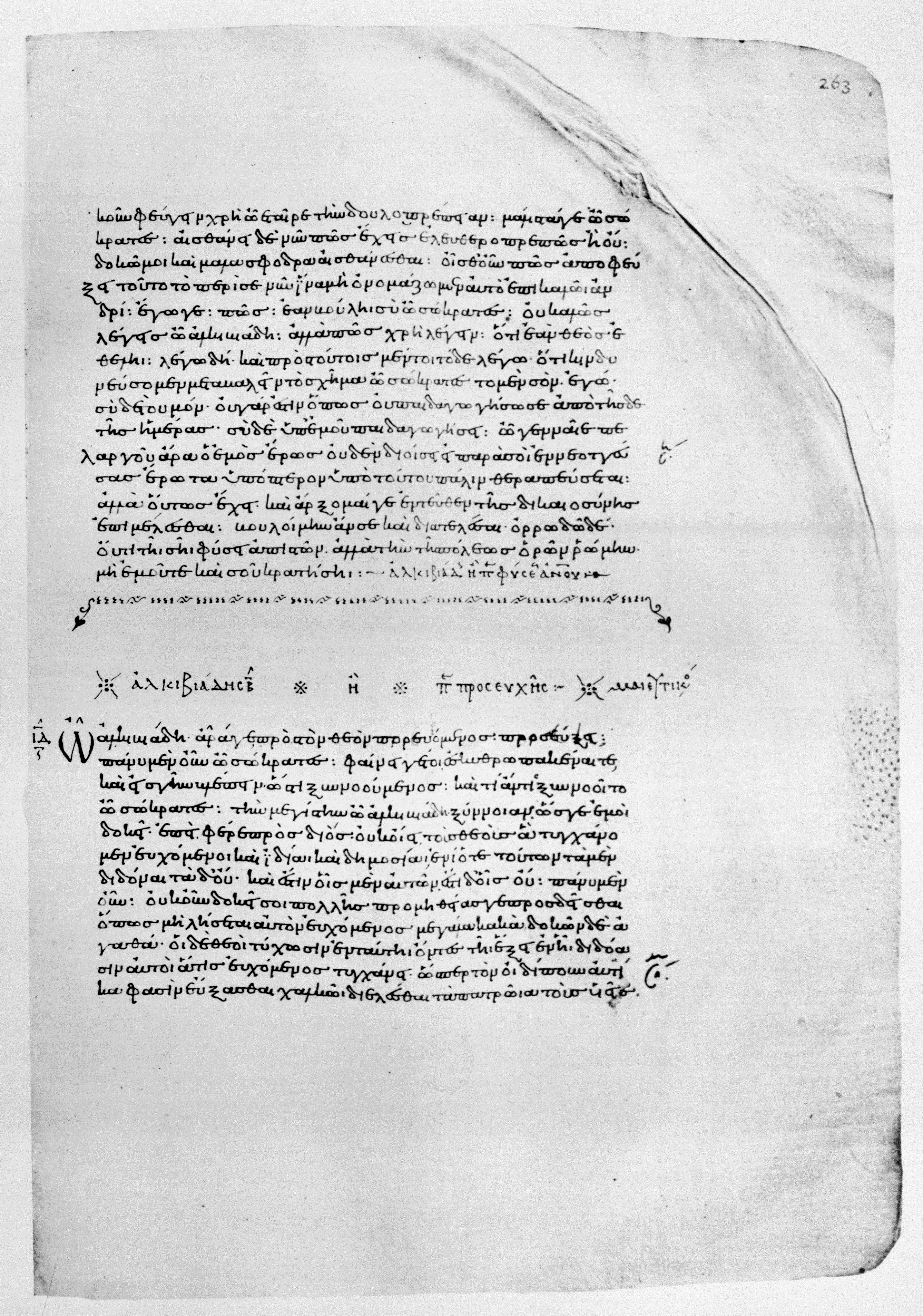
Página del Segundo Alcibíades en un códice medieval (895 d. C.)

El Segundo Alcibíades o Alcibíades II (Ἀλκιβιάδης β') es un diálogo atribuido tradicionalmente a Platón, y contado entre los llamados "diálogos platónicos". 
En el Segundo Alcibíades, Sócrates intenta convencer a Alcibíades de que no es seguro rezar a los dioses si no se sabe si es bueno o es malo lo que se pide.
Hay una disputa entre los estudiosos acerca de la autenticidad de este texto, y en general se considera apócrifo.  El argumento principal contra su autenticidad es la debilidad de sus argumentos, la falta de sentido del humor y el estilo. Quienes lo consideran apócrifo sitúan su composición en los siglos III o II a. C.